# Tour de Catalogne 1980
Le Tour de Catalogne 1980 est la 60e édition du Tour de Catalogne, une course cycliste par étapes en Espagne. L’épreuve se déroule sur 7 étapes du 3 au 10 septembre 1980 sur un total de 1 192,0 km Le vainqueur final est l'Espagnol Marino Lejarreta de l’équipe Teka, devant Johan van der Velde et Vicente Belda.

## Étapes
| Étape | Date         | Parcours                                                  | km    | Vainqueur d’étape   | Leader du classement général |
| ----- | ------------ | --------------------------------------------------------- | ----- | ------------------- | ---------------------------- |
| P     | 3 septembre  | Sant Carles de la Ràpita – Sant Carles de la Ràpita (clm) | 3,2   | Juan Fernández      | Juan Fernández               |
| 1     | 4 septembre  | Sant Carles de la Ràpita – Lleida                         | 182,7 | Johan van der Velde | Juan Fernández               |
| 2     | 5 septembre  | Lleida – l'Espluga de Francolí                            | 178,2 | José Luis López     | José Luis López              |
| 3     | 6 septembre  | l'Espluga de Francolí - Mollet del Vallès                 | 174,0 | Marcel Laurens      | José Luis López              |
| 4a    | 7 septembre  | Barcelone - Tibidabo                                      | 25,1  | Johan van der Velde | José Luis López              |
| 4b    | 7 septembre  | Mollet del Vallès – Alt del Mas Nou                       | 116,5 | Johan van der Velde | José Luis López              |
| 5     | 8 septembre  | Girona - Manresa                                          | 190,9 | Johan van der Velde | Johan van der Velde          |
| 6     | 9 septembre  | Cardona – Llívia                                          | 176,0 | Juan Fernández      | Johan van der Velde          |
| 7a    | 10 septembre | Vic – Vic (clm)                                           | 33,8  | Henk Lubberding     | Marino Lejarreta             |
| 7b    | 10 septembre | Vic – l'Hospitalet de Llobregat                           | 111,6 | Jesús Suárez Cueva  | Marino Lejarreta             |

### Prologue[1]
03-09-1980: Sant Carles de la Ràpita – Sant Carles de la Ràpita, 3,2 km (clm) :
|   | Cycliste        | Équipe             | Temps      |
| - | --------------- | ------------------ | ---------- |
| 1 | Juan Fernández  | Zor-Vereco         | 5 min 04 s |
| 2 | Lucien Van Impe | Marc-IWD-VRD       | m.t.       |
| 3 | Mario Beccia    | Hoonved-Bottecchia | + 5 s      |

|   | Cycliste        | Équipe             | Temps      |
| - | --------------- | ------------------ | ---------- |
| 1 | Juan Fernández  | Zor-Vereco         | 5 min 04 s |
| 2 | Lucien Van Impe | Marc-IWD-VRD       | m.t.       |
| 3 | Mario Beccia    | Hoonved-Bottecchia | + 5 s      |

### 1reétape[2]
04-09-1980: Sant Carles de la Ràpita – Lleida, 182,7:
|   | Cycliste            | Équipe       | Temps           |
| - | ------------------- | ------------ | --------------- |
| 1 | Johan van der Velde | TI-Raleigh   | 5 h 08 min 14 s |
| 2 | Antonio Coll        | Colchón CR   | m.t.            |
| 3 | René Bittinger      | Miko-Mercier | m.t.            |

|   | Cycliste        | Équipe             | Temps           |
| - | --------------- | ------------------ | --------------- |
| 1 | Juan Fernández  | Zor-Vereco         | 5 h 13 min 18 s |
| 2 | Lucien Van Impe | Marc-IWD-VRD       | m.t.            |
| 3 | Mario Beccia    | Hoonved-Bottecchia | + 5 s           |

### 2eétape[3]
05-09-1980: Lleida – l'Espluga de Francolí, 178,2 km :
|   | Cycliste            | Équipe     | Temps           |
| - | ------------------- | ---------- | --------------- |
| 1 | José Luis López     | Zor-Vereco | 5 h 21 min 18 s |
| 2 | Johan van der Velde | TI-Raleigh | + 2 min 42 s    |
| 3 | Jesús Suárez Cueva  | Zor-Vereco | m.t.            |

|   | Cycliste        | Équipe       | Temps            |
| - | --------------- | ------------ | ---------------- |
| 1 | José Luis López | Zor-Vereco   | 10 h 34 min 55 s |
| 2 | Juan Fernández  | Zor-Vereco   | + 2 min 24 s     |
| 3 | Lucien Van Impe | Marc-IWD-VRD | m.t.             |

### 3eétape[4]
06-09-1980: l'Espluga de Francolí - Mollet del Vallès, 174,0 km :
|   | Cycliste          | Équipe             | Temps           |
| - | ----------------- | ------------------ | --------------- |
| 1 | Marcel Laurens    | Marc-IWD-VRD       | 4 h 34 min 15 s |
| 2 | Ad Wijnands       | TI-Raleigh         | + 10 min 29 s   |
| 3 | Sergio Santimaria | Hoonved-Bottecchia | m.t.            |

|   | Cycliste        | Équipe       | Temps            |
| - | --------------- | ------------ | ---------------- |
| 1 | José Luis López | Zor-Vereco   | 15 h 19 min 39 s |
| 2 | Juan Fernández  | Zor-Vereco   | + 2 min 24 s     |
| 3 | Lucien Van Impe | Marc-IWD-VRD | m.t.             |

### 4eétape A[5]
07-09-1980: Barcelone - Tibidabo, 25,1 km :
| Resultat de la 4e étape \| \| Cycliste \| Équipe \| Temps \| \| - \| ------------------- \| ---------- \| ----------- \| \| 1 \| Johan van der Velde \| TI-Raleigh \| 37 min 18 s \| \| 2 \| Marino Lejarreta \| Teka \| + 1 s \| \| 3 \| Alberto Fernández \| Teka \| + 6 s \| |                     |            |             |
| | Cycliste            | Équipe     | Temps       |
| 1 | Johan van der Velde | TI-Raleigh | 37 min 18 s |
| 2 | Marino Lejarreta    | Teka       | + 1 s       |
| 3 | Alberto Fernández   | Teka       | + 6 s       |

### 4eétape B[5]
07-09-1980: Mollet del Vallès – Alt del Mas Nou, 116,5 km :
|   | Cycliste            | Équipe     | Temps           |
| - | ------------------- | ---------- | --------------- |
| 1 | Johan van der Velde | TI-Raleigh | 3 h 17 min 31 s |
| 2 | Marino Lejarreta    | Teka       | + 3 s           |
| 3 | Vicente Belda       | Kelme      | + 18 s          |

|   | Cycliste            | Équipe     | Temps            |
| - | ------------------- | ---------- | ---------------- |
| 1 | José Luis López     | Zor-Vereco | 19 h 18 min 18 s |
| 2 | Johan van der Velde | TI-Raleigh | + 50 s           |
| 3 | Marino Lejarreta    | Teka       | + 52 s           |

### 5eétape[6]
08-09-1980: Girona - Manresa, 190,1 km :
|   | Cycliste            | Équipe     | Temps           |
| - | ------------------- | ---------- | --------------- |
| 1 | Johan van der Velde | TI-Raleigh | 5 h 26 min 31 s |
| 2 | Antonio Coll        | Colchón CR | m.t.            |
| 3 | Faustino Rupérez    | Zor-Vereco | m.t.            |

|   | Cycliste            | Équipe     | Temps            |
| - | ------------------- | ---------- | ---------------- |
| 1 | Johan van der Velde | TI-Raleigh | 24 h 43 min 37 s |
| 2 | Marino Lejarreta    | Teka       | + 2 s            |
| 3 | Vicente Belda       | Kelme      | + 43 s           |

### 6eétape[6]
09-09-1980: Cardona – Llívia, 176,0 km :
|   | Cycliste            | Équipe     | Temps           |
| - | ------------------- | ---------- | --------------- |
| 1 | Juan Fernández      | Zor-Vereco | 5 h 31 min 59 s |
| 2 | Johan van der Velde | TI-Raleigh | m.t.            |
| 3 | Jesús Suárez Cueva  | Zor-Vereco | m.t.            |

|   | Cycliste            | Équipe     | Temps            |
| - | ------------------- | ---------- | ---------------- |
| 1 | Johan van der Velde | TI-Raleigh | 30 h 15 min 36 s |
| 2 | Marino Lejarreta    | Teka       | + 2 s            |
| 3 | Vicente Belda       | Kelme      | + 43 s           |

### 7eétape A[7]
10-09-1980: Vic – Vic, 33,8 km (clm) :
| Resultat de la 7e étape A \| \| Cycliste \| Équipe \| Temps \| \| - \| ------------------- \| ---------- \| ----------- \| \| 1 \| Henk Lubberding \| TI-Raleigh \| 48 min 15 s \| \| 2 \| Marino Lejarreta \| Teka \| + 9 s \| \| 3 \| Johan van der Velde \| TI-Raleigh \| + 45 s \| |                     |            |             |
| | Cycliste            | Équipe     | Temps       |
| 1 | Henk Lubberding     | TI-Raleigh | 48 min 15 s |
| 2 | Marino Lejarreta    | Teka       | + 9 s       |
| 3 | Johan van der Velde | TI-Raleigh | + 45 s      |

### 7eétape B[7]
10-09-1981: Vic – l'Hospitalet de Llobregat, 111,6 km :
|   | Cycliste           | Équipe       | Temps           |
| - | ------------------ | ------------ | --------------- |
| 1 | Jesús Suárez Cueva | Zor-Vereco   | 2 h 38 min 47 s |
| 2 | Jesús Guzmán       | Kelme        | m.t.            |
| 3 | Kim Andersen       | Miko-Mercier | m.t.            |

|   | Cycliste            | Équipe     | Temps            |
| - | ------------------- | ---------- | ---------------- |
| 1 | Marino Lejarreta    | Teka       | 33 h 43 min 02 s |
| 2 | Johan van der Velde | TI-Raleigh | + 34 s           |
| 3 | Vicente Belda       | Kelme      | + 2 min 18 s     |

## Classement général
|    | Cycliste            | Équipe       | Temps            |
| -- | ------------------- | ------------ | ---------------- |
| 1  | Marino Lejarreta    | Teka         | 33 h 43 min 02 s |
| 2  | Johan van der Velde | TI-Raleigh   | + 34 s           |
| 3  | Vicente Belda       | Kelme        | + 2 min 18 s     |
| 4  | Faustino Rupérez    | Zor-Vereco   | + 2 min 44 s     |
| 5  | Antonio Coll        | Colchón CR   | + 2 min 53 s     |
| 6  | Sven-Åke Nilsson    | Miko-Mercier | + 3 min 39 s     |
| 7  | Ismael Lejarreta    | Teka         | + 3 min 42 s     |
| 8  | Alberto Fernández   | Teka         | + 3 min 58 s     |
| 9  | José Luis Viejo     | Teka         | + 4 min 17 s     |
| 10 | Juan Fernández      | Kelme        | + 5 min 32 s     |

## Classements annexes
|   | Cycliste            | Équipe     | Points |
| - | ------------------- | ---------- | ------ |
| 1 | Marino Lejarreta    | Teka       | 68     |
| 2 | Johan van der Velde | TI-Raleigh | 42     |
| 3 | Vicente Belda       | Kelme      | 30     |

|   | Cycliste           | Équipe                 | Points |
| - | ------------------ | ---------------------- | ------ |
| 1 | José Luis Blanco   | Henninger-Aquila Rossa | 39     |
| 2 | Juan Carlos Alonso | Henninger-Aquila Rossa | 24     |
| 3 | Ismael Lejarreta   | Teka                   | 7      |

|   | Cycliste            | Équipe     | Points |
| - | ------------------- | ---------- | ------ |
| 1 | Johan van der Velde | TI-Raleigh | 74     |
| 2 | Antonio Coll        | Colchón CR | 51     |
| 3 | Juan Fernández      | Kelme      | 44     |

|   | Équipe     | Pays    | Temps             |
| - | ---------- | ------- | ----------------- |
| 1 | Teka       | Espagne | 101 h 15 min 15 s |
| 2 | Kelme      | Espagne | + 5 min 22 s      |
| 3 | Zor-Vereco | Espagne | + 14 min 22 s     |